# Olenellus
Olenellus – wymarły rodzaj trylobitów żyjący w okresie kambryjskim.
Opis
Stosunkowo duży trylobit (kilka do 10 cm) o długiej, ale szerokiej tarczy tułowiowej złożonej z licznych segmentów (18-44), bardzo małej tarczy ogonowej i dużej tarczy głowowej z wydłużoną glabellą. Cały pancerz szeroki, zarys prostokątny. Kolce policzkowe masywne, krótkie.
Znaczenie:
Skamieniałości różnych gatunków Olenellus są jednymi z podstawowych skamieniałości przewodnich w datowaniu kambru wczesnego na obszarze swego występowania.
Występowanie:
Rodzaj typowy dla Ameryki Północnej, Grenlandii i Szkocji.
Zasięg wiekowy
Kambr wczesny
Wybrane gatunki o dużej wartości stratygraficznej:
- Olenellus roddyi
- Olenellus similaris
- Olenellus alius
- Olenellus truemani